# Palácio dos Estaus

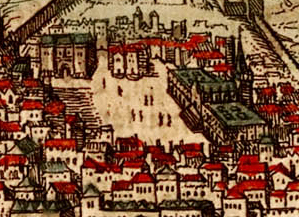
Der Rossio auf einer Karte aus dem 16. Jahrhundert. Der Palácio dos Estaus ist das große Gebäude an der linken oberen Ecke des Platzes.

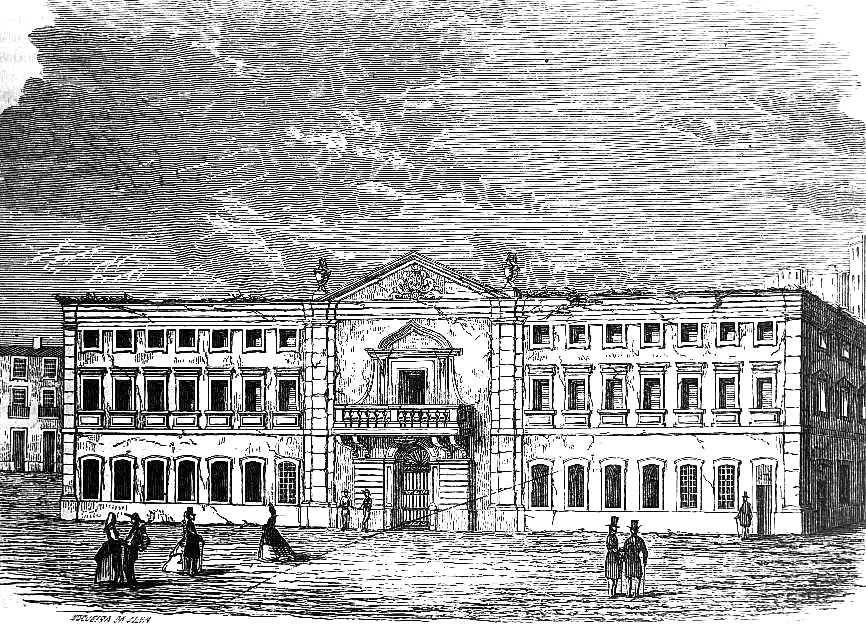
Der Palácio dos Estaus nach dem Brand 1836

Der Palácio dos Estaus (auch Paço dos Estaus oder Palácio da Inquisição) war ein Adelspalast im Zentrum der portugiesischen Hauptstadt Lissabon.

## Geschichte
Der Palast wurde um 1450 von Prinzregent Peter projektiert und von seinem Neffen König Alfons V. an der Nordseite des Rossio als Herberge für Würdenträger und Adelsleute, die nach Lissabon kamen, errichtet. Unter König Johann III., der 1536 die Inquisition in das Land holte, wurde das Gebäude deren Sitz. Dort wurde über Ketzerei, Hexerei und das geheime Praktizieren jüdischer Riten Gericht gehalten. Auf dem vor dem Palast gelegenen Rossio und dem nahe gelegenen Largo de São Domingos fanden öffentliche Hinrichtungen statt. Die erste Autodafé wurde 1540 vollstreckt.
Das Erdbeben von 1755 überstand der Palast unbeschadet. 1821 wurde die Inquisition in Portugal abgeschafft. 15 Jahre später, im Jahr 1836, wurde der Palast bei einem Brand zerstört. Initiiert vom Schriftsteller Almeida Garrett wurde an dessen Stelle 1842 das Teatro Nacional D. Maria II errichtet.  
Koordinaten: 38° 42′ 53,3″ N, 9° 8′ 23,3″ W